# Comté de Simpson (Mississippi)
Pour les articles homonymes, voir Comté de Simpson.
Le comté de Simpson est situé dans l’État du Mississippi, aux États-Unis. Il comptait 27 639 habitants en 2000. Son siège est Mendenhall.